# 東邦リース
東邦リース株式会社 (とうほう）は、東邦銀行グループのリース会社であり、福島県福島市に本社を置くリース会社。

## 概要
東邦銀行の連結子会社。

## 事業所所在地
郡山事務所
- 郡山市虎丸町20-58 東邦銀行郡山営業部3階

白河事務所
- 西白河郡西郷村字裏山南24-2　東邦銀行新白河支店2階

会津事務所
- 会津若松市大町1-10-28　東邦銀行会津支店3階

いわき事務所
- いわき市平字三丁目9-3　東邦銀行いわき営業部3階

相双事務所
- 福島市上町5-6　上町テラス3階

仙台事務所
- 仙台市宮城野区宮千代3丁目2-14　高時ビル4階